# Manuel Blancafort
Manuel Blancafort de Roselló (La Garriga, 12 août 1897 – Barcelone, 8 janvier 1987) est l'un des compositeurs catalans les plus marquants du XXe siècle. Il laisse une œuvre musicale, tant pour piano ou ensemble de chambre que symphonique, reconnue internationalement.

## Biographie
Blancafort fait ses études à Barcelone avec Joan Lamote de Grignon. Sous l'influence de Federico Mompou, lors d'un voyage à Paris, il découvre la musique française et Igor Stravinsky, le groupe des six, l’impressionnisme.
Il est révélé au public français par Ricardo Viñes qui donne ses El Parque de las atracciones et en 1935, la SMI programme la Sonata antigua.

## Œuvre musicale
D'abord baigné de folklore catalan (Sonatina antigua), puis influencé par l'impressionnisme français, il évolue ensuite pour écrire une œuvre symphonique, des concertos pour piano, beaucoup de morceaux pour piano seul et divers quatuors, avec une plus grande profondeur de pensée. Il revient au classicisme avec sa Sinfonia en mi majeur,. On compte notamment parmi ses œuvres : 
- Sonatina antigua (1929)
- Concerto omaggio (1944)
- Concierto ibérico (1946)
- Quatuor à cordes (1948)
- Cuarteto de Pedralbes (1949)
- 'Sinfonia en mi majeur (1950)
- Rapsodia catalana pour violoncelle et orchestre (1953)
- Evocaciones (1969)
- Cantata a la Virgen María (1965) saluée par le prix de l’Orfeó Català.

Il est également l'auteur de deux sardanes :
- La Virgen de Palau-solità
- Sardana sinfónica (1951).